# Daniel Hoan

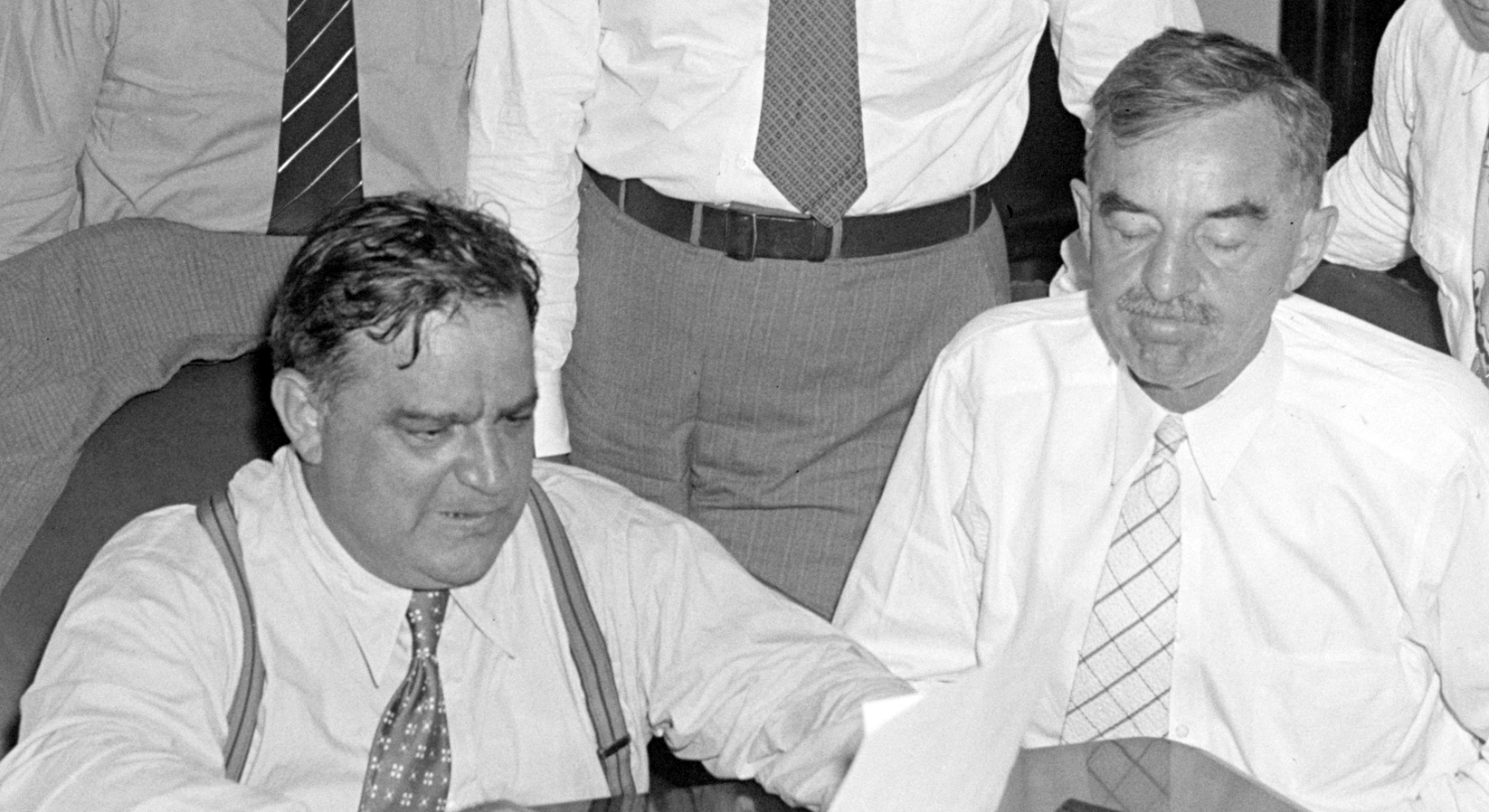
Daniel Hoan (rechts) bei einem Treffen der amerikanischen Bürgermeistervereinigung in Washington mit New Yorks Bürgermeister Fiorello LaGuardia (1939)

Daniel Webster Hoan (* 12. März 1881 in Waukesha, Wisconsin; † 11. Juni 1961 in Milwaukee) war ein US-amerikanischer Politiker. Er war von 1916 bis 1940 der zweite sozialistische Bürgermeister von Milwaukee; die Dauer seiner Amtszeit gilt als die längste in der Geschichte der Vereinigten Staaten, die ein Sozialist je ein öffentliches Amt innehatte.

## Biografie
Hoan verließ frühzeitig die Schule, besuchte aber später die Abendschule und wurde 1908 als Anwalt zugelassen. Als er in die Sozialistische Partei Amerikas eintrat, zog er nach Milwaukee, wo er eng mit Victor L. Berger, dem Herausgeber der sozialistischen Zeitung Milwaukee Leader, zusammenarbeitete. Beide versuchten die Stadt davon zu überzeugen, radikale Reformen (freie medizinische und schulische Dienste und Erneuerungsprogramme) umzusetzen.
1910 wurde Emil Seidel zum Bürgermeister von Milwaukee gewählt und war somit der erste sozialistische Führer einer Großstadt in den USA. Im selben Jahr wurde Hoan Staatsanwalt der Stadt und bekämpfte in den folgenden sechs Jahren die Korruption bei den städtischen Amtsträgern. 1916 wurde er dann zum Bürgermeister der Stadt gewählt. Im Gegensatz zu vielen Mitgliedern der Sozialistischen Partei stellte sich Hoan nicht gegen den Eintritt der Vereinigten Staaten in den Ersten Weltkrieg. Hoan blieb für 24 Jahre Bürgermeister der Stadt.
Während seiner Amtszeit wurde das erste Bussystem in den Vereinigten Staaten eingeführt, nachdem zahlreiche Fußgänger von Straßenbahnen, die in der Mitte der Straße fuhren, überfahren worden waren. Ein Autobahnsystem wurde unter seiner Führung eingerichtet. Jedoch waren die Bundeshilfen eine Seltenheit. Das System beinhaltete die Hoan Bridge, mit deren Bau noch während seiner Amtszeit begonnen wurde. Aber aufgrund des Zweiten Weltkrieges und den fehlenden Bundeshilfen konnte die Brücke erst 1976 fertiggestellt werden.
Hoan hatte den Ruf einer ehrlichen und effizienten Amtsführung. Er wurde 1940 bei der Bürgermeisterwahl von Carl Zeidler bezwungen und verließ ein Jahr später die Sozialistische Partei. Danach trat er in die Demokratische Partei ein. 1944 und 1946 versuchte er Gouverneur zu werden, was jedoch erfolglos blieb: Er unterlag jeweils dem republikanischen Amtsinhaber Walter Samuel Goodland. 1948 hatte er außerdem keinen Erfolg bei dem Versuch, ein zweites Mal Bürgermeister von Milwaukee zu werden. Er wurde bei der Wahl vom sozialistischen Kandidaten Frank P. Zeidler besiegt.
1999 wurde er von Melvin Holli, dem Autor von The American Mayor, und einer Gruppe von Experten zum achtbesten Bürgermeister in der Geschichte der Vereinigten Staaten gewählt.